# Andrés Oroz
Andrés Patricio Oroz Peñaloza (Santiago, Chile, 2 de agosto de 1980) es un exfutbolista chileno que jugaba de defensa, es tío del futbolista Alexander Oroz.

## Trayectoria
Debutó profesionalmente en julio de 1998 jugando por Santiago Morning un partido contra Deportes Antofagasta. Pasó muchos años en el conjunto microbusero, pero bajaron a segunda división y pasó a Universidad de Concepción, donde tuvo buenas campañas junto a su entrenador Fernando Díaz.
Integró la selección chilena sub-23 que alcanzó la medalla de bronce en los Juegos Olímpicos de Sídney 2000, pero debido a que fue en calidad de reserva —igual que Johnny Herrera y Milovan Mirosevic—, no recibió la medalla.
Sus buenas campañas en el elenco penquista lo hizo fichar en el Puebla de México y en 2005 llegó a Universidad de Chile. En el segundo semestre de 2005 se incorporó a las filas de Unión Española, club que venía de ser campeón en el Apertura. Después firmó en Antofagasta, club que dirigía su exentrenador en Universidad de Concepción, Fernando Díaz. Luego llegaría a Rangers, el año 2009 juega por Palestino, y en 2010 en Ñublense.
Durante el primer semestre del año 2011 ficha por Cobreloa. Tras llegar a la final del Torneo de Clausura, el jugador se fue del club naranja luego de una discusión con el entrenador Nelson Acosta. El año 2012 juega nuevamente por Rangers.
El 13 de diciembre de 2012, se confirma su retorno a Deportes Antofagasta, club donde puso fin a su carrera como jugador.

## Clubes
| Club                      | País   | Año       |
| ------------------------- | ------ | --------- |
| Santiago Morning          | Chile  | 1998-2002 |
| Universidad de Concepción | Chile  | 2003      |
| Puebla                    | México | 2004      |
| Universidad de Chile      | Chile  | 2005      |
| Unión Española            | Chile  | 2005      |
| Santiago Morning          | Chile  | 2006      |
| Universidad de Concepción | Chile  | 2006      |
| Deportes Antofagasta      | Chile  | 2007      |
| Rangers                   | Chile  | 2008      |
| Palestino                 | Chile  | 2009-2010 |
| Ñublense                  | Chile  | 2010      |
| Cobreloa                  | Chile  | 2011      |
| Rangers                   | Chile  | 2012      |
| Deportes Antofagasta      | Chile  | 2013-2014 |